# Seznam písní s hudbou Karla Svobody
Toto je seznam písní s hudbou hudebního skladatele Karla Svobody.

## Seznam
Seznam je psán ve formátu:
- název písně – interpret – (t: autor textu písně)

## A
- „Adam“ – Helena Vondráčková – (t: Zdeněk Rytíř)
- „Adonai“ – Petr Muk – (t: Lou Fanánek Hagen)
- „A nám sláva“ –  Bohuš Matuš – (t: Petr Šiška)
- „A přece je nádherná“ – Petra Janů – (t: Eduard Krečmar)
- „A ty to víš“ – Jitka Zelenková – (t: Eduard Pergner)
- „Ať jdou dál“ – Jiří Schelinger – (t: František Ringo Čech)
- „Ať láska má kde kvést“ – Karel Gott – (t: Zdeněk Borovec)
- „Auch wenn du fort bist“ –  – (t: Zdeněk Borovec)
- „Autorodeo“ – Golem (hudební skupina) – (t: Eduard Krečmar)
- „Až jednou“ – Karel Gott – (t: Zdeněk Borovec)

## B
- „Báječná lež“ – (t: Vladimír Kočandrle)
- „Beatles“ – Karel Gott – (t: Eduard Krečmar)
- „Bílé tulipány“ – Naďa Urbánková – (t: Vladimír Poštulka)
- „Bodnu línou paměť do slabin“ – Karel Gott – (t: Jiří Štaidl)

## C
- „Caruso mi zpívá“ – Eva Pilarová – (t: Jiří Štaidl)
- „Cink – cink“ – Helena Vondráčková – (t: Zdeněk Rytíř)
- „Což takhle dát si špenát“ – Jiří Schelinger – (t: František Ringo Čech)

## Č
- „Čápi už nemaj stání“ – Karel Gott – (t: Jiří Štaidl)
- „Čau lásko“ – Karel Gott a Marcela Holanová – (t: Karel Šíp)
- „Černý pasažér“ – Hana Zagorová – (t: Zdeněk Rytíř)
- „Čtyři koňský kopyta“ – Waldemar Matuška – (t: Ivo Fischer)

## D
- „Dál ten příběh zná jen vodopád“ – Helena Vondráčková – (t: Zdeněk Rytíř)
- „Dále od hradu dále“ – Václav Neckář – (t: Ivo Fischer)
- „Dám tisíc dukátů“ – Eva Pilarová – (t: Jiří Štaidl/V.Poštulka)
- „Den končí“ – Petra Janů a Jaromír Hanzlík – (t: Eduard Krečmar)
- „Depeše“ – Marta Kubišová – (t: Ivo Rožek)
- „Die Biene Maja“ – Karel Gott – (t: Florian Cusano)
- „Die tausend Türme deiner Stadt“ – Karel Gott – (t: Maurus Pacher)
- „Dík nastokrát“ – Daniel Hůlka a Iveta Bartošová a Bohuš Matuš – (t: Zdeněk Borovec)
- „Dlouhá bílá žhoucí kometa“ – Jana Kratochvílová – (t: Jaroslav Machek)
- „Dlouhá míle“ – Ladislav Křížek – (t: Karel Šíp)
- „Dobrá zpráva“ – Václav Neckář  – (t:  Zdeněk Rytíř)
- „Doteky tvých řas“ – Daniel Hůlka (t: Zdeněk Borovec)
- „Do věží“ – Waldemar Matuška, Pavel Vítek – (t: Jiří Štaidl)
- „Draculův monolog“ – Daniel Hůlka (t: Zdeněk Borovec)

## Ď
- „Ďábelská jízda“ – Karel Gott – (t: Karel Šíp)

## E
- „Einmal um die ganze Welt“ – Karel Gott – (t: Fred Weyrich)

## F
- „Fanfán“ – Helena Vondráčková – (t: Vladimír Poštulka)
- „Faraon kdysi Dantesův“ – Jiří Korn a Hana Křížková a Dušan Kollár – (t: Zdeněk Borovec)
- „Fax mi bejby neposílej“ – Lucie Bílá a Karel Gott – (t: Karel Šíp)
- „Finále“ – Karel Gott – (t: Jiří Štaidl) – (z filmu Tři oříšky pro Popelku)
- „Frag' nicht“ (Cink–cink) – Helena Vondráčková – (t: Joachim Relin)

## G
- „Gvendolína“ – Hana Zagorová – (t: Vladimír Poštulka)

## H
- „Hádanka s tajenkou“ – Daniel Hůlka – (t: Zdeněk Borovec)
- „Hádej“ – Marcela Březinová – (t: Vladimír Kočandrle)
- „Hádej mi z ruky“ – asi Lilka Ročáková (t: Rostislav Černý)
- „Hej, hej baby“ – Karel Gott– (t: Jiří Štaidl)
- „Hluchý zvon“ – Eva Pilarová – (t: Zdeněk Rytíř)
- „Hoja Hoj“ – Daniela Kolářová (t:  Jiří Štaidl )
- „Holka v domě“ – Karel Gott – (t: Eduard Krečmar)
- „Hou hej, hou všichni tancujou“ – Petra Janů – (t: Karel Šíp)
- „Hrom aby do tě, lásko má“ – Eva Pilarová – (t: Jiří Štaidl)
- „Hudba radost dává“ – Jiří Schelinger – (t: František Ringo Čech)

## Ch
- „Chvíli pláč a chvílí úsměv“ – Bohuš Matuš – (t: Petr Šiška) – (Rodinná pouta)

## J
- „Jak se to léčí“ – Eva Svobodová – (t: Zdeněk Borovec)
- „Já se tiše odporoučím“ – Karel Gott – (t: Jiří Štaidl)
- „Já tančil s Laurou“ – Karel Gott – (t: Zdeněk Rytíř)
- „Já toužím po životě“ – Karel Gott – (t: Jiří Štaidl)
- „Já už nejsem tvá“ – Marcela Holanová – (t: Karel Šíp)
- „Jdi za štěstím“ – Karel Gott – (t: Zdeněk Borovec)
- „Jeho smích tu zní“ – Karel Zich – (t: Michael Prostějovský)
- „Ještě světu šanci dej“ – Helena Vondráčková – (t: Zdeněk Rytíř)
- „Ještě že tě, lásko, mám“ – Petr Kolář – (t: Petr Šiška)
- „Je v tom něčí dcera“ – Jaromír Hanzlík a Miloš Kopecký a Waldemar Matuška – (t: Jiří Štaidl)
- „Jsem přece voják“ – Tomáš Bartůněk – (t: Zdeněk Borovec)
- „Jsem tvoje včera“ – Marta Kubišová – (t: Eduard Krečmar)
- „Jsi můj pán“ – Lucie Bílá – (t: Zdeněk Borovec)
- „Jsi prostě nejlepší“ – Lešek Semelka – (t: Jaroslav Machek)

## K
- „Kam se schoulíš“ – Karel Gott – (t: Eduard Krečmar)
- „Kakaová“ – Karel Gott – (t: Karel Šíp)
- „Kdepak, ty ptáčku, hnízdo máš?“ – Karel Gott – (t: Jiří Štaidl)
- „Kdepak tetřevi hon prohrají“ – Waldemar Matuška a Miloš Kopecký (t: Jiří Štaidl)
- „Kdo country zpívá“ – Karel Gott – (t: Michal Bukovič)
- „Kdo tě bílá břízo svléká“  – Karel Gott – (t: Jaroslav Machek)
- „Kdybys uměl to, co saxofon“ – Jana Kratochvílová – (t: Jaroslav Machek)
- „K mé lásce schází kód“ – Petra Janů – (t: Karel Šíp)
- „Kolotoč“ – Eva Pilarová – (t: Zdeněk Rytíř)
- „Krev toulavá“ – Karel Gott – (t: Karel Šíp)
- „Konec ptačích árií“ – Karel Gott – (t: Jiří Štaidl)

## L
- „Lady Carneval“ – Karel Gott – (t: Jiří Štaidl)
- „Láďo, ty ještě spíš“ – Jitka Zelenková – (t: Jiří Suchý)
- „Láska bláznivá“ – Karel Gott – (t: Jiří Štaidl)
- „Lásko, adieu“ – Naďa Urbánková – (t: Vladimír Poštulka)
- „Lásko má, já stůňu“ – Helena Vondráčková – (t: Jiří Štaidl)
- „Láskyplný song“ – Jitka Zelenková – (t: Jaroslav Machek)
- „Léta bláznivá“ – Petra Janů a Jaromír Hanzlík – (t: Eduard Krečmar)
- „Létající Čestmír“ –  Michal David – (t: Zdeněk Rytíř)

## M
- „Má touha má dvě křídla“ – Karel Gott – (t: Jiří Štaidl)
- „Má láska má sto karátů“ – Milan Drobný – (t: Jiří Štaidl)
- „Mám hodně zlozvyků“ – Jiří Korn – (t: Zdeněk Rytíř)
- „Mám rád Máchův Máj“ – Karel Gott – (t: Karel Šíp)
- „Mám zlatej důl“ – Karel Gott – (t: Jiří Suchý)
- „Mandarin“ – Jiří Korn – (t: Vladimír Poštulka)
- „Máš mě v patách“ – Karel Gott – (t: Jaroslav Machek)
- „Medové dny“ – Iveta Bartošová & Petr Sepeši – (t: Zdeněk Rytíř)
- „Mi manchi“ (Léta bláznivá) – Anna Rusticano (někdy nesprávně uváděna jako Anna Rustikano) – (t: Anna Rusticano)
- „Mistrál“  – Karel Gott – (t: Jiří Štaidl)
- „Modrá, bílá, červená“ – Petr Kolář – (t: Karel Šíp
- „Modrá tma“ – Václav Neckář – (t: Ivo Fischer)
- „Modrej vřes“ – Marta Kubišová – (t: Ivo Fischer)
- „Možná ho mám ráda“ – Petra Janů – (t: Eduard Krečmar)
- „Musí se hrát“ – Petra Janů – (t: Eduard Krečmar)
- „Musíš být jenom má“ – Karel Gott – (t: Eduard Krečmar)
- „Můj déšť“ – Karel Gott – (t: Zdeněk Borovec)
- „Můj Monte Cristo“ – Iveta Bartošová – (t: Zdeněk Borovec)
- „Můj refrén“ – Karel Gott – (t: Zdeněk Borovec)
- „Musíš být jenom má“ – Karel Gott – (t: Karel Šíp)
- „Muži sluší nejlíp sólo“ – Petr Spálený a Karel Hála a Viktor Sodoma a Karel Štědrý a Jan Libíček a Pavel Bartoň – (t: Jiří Štaidli)

## N
- „Námořník šel cik cak“ – Valerie Čižmárová – (t: Vladimír Poštulka)
- „Nápoj lásky č. 10“ – Karel Gott – (t: František Ringo Čech)
- „Náruč růží“ – Karel Gott – (t: František Řebíček)
- „Na sedmém lánu“ – Helena Vondráčková – (t:  Zdeněk Borovec)
- „Na shledanou, přijdu zas“ – Naďa Urbánková – (t: Jiří Suchý)
- „Náš sen“ – Daniel Hůlka a Leona Machálková – (t: Zdeněk Borovec)
- „Náš song“ – Karel Gott a Marcela Holanová – (t: Karel Šíp
- „Na tvém displeji“ – Dalibor Janda – (t: Miroslav Černý)
- „Nebezpečné známosti“ – Leona Machálková – (t: Gabriela Osvaldová)
- „Nechci zpívat zas jen o lásce“ – OK band – (t: Vladimír Kočandrle)
- „Nejkrásnější na světě je láska“ – Helena Vondráčková – (t: Zdeněk Borovec)
- „Nejmíň stárne klaun“ – Rudolf Cortés – (t:  Zdeněk Borovec)
- „Nekoná se“ – Petra Janů – (t: Karel Šíp)
- „Nechte zvony znít“ – Marta Kubišová (t: Zdeněk Rytíř)
- „Nevím“ – Hana Zagorová – (t: Zdeněk Borovec)
- „No Chiquita“ – Karel Gott – (t: Hertha)

## O
- „Obrázky“ – Naďa Urbánková – (t:  Jiří Suchý)
- „Óda na lásku“ – Marcela Holanová – (t: Karel Šíp )
- „O dvě vrátka dál“ – Karel Gott – (t: Zdeněk Borovec)
- „O šípkových růžích“ – Helena Vondráčková – (t: Zdeněk Borovec)
- ,,O Vánocích" – Petra Janů – (t: Eduard Krečmar)
- „Otoč se mnou stránek pár“ – Karel Gott – (t: Michal Bukovič)

## P
- „Pa a Pi“ – Marika Gombitová – (t: Kamil Peteraj)
- „Padal déšť“ – Valerie Čižmárová – (t: Vladimír Poštulka)
- „Paganini“ – Karel Gott – (t: Zdeněk Borovec)
- „Parla mi“ (Říkej mi) – Anna Rusticano – (t: Anna Rusticano)
- „Pár slov a dost“ – Marcela Březinová – (t: Vladimír Kočandrle)
- „Písmo maličký“ – Hana Zagorová – (t: Zdeněk Rytíř)
- „Píseň lásky tlampač z dáli hrál“ – Hana Zagorová – (t: Zdeněk Borovec)
- „Píseň o tichu“ – Milan Drobný – (t: Ivo Fischer)
- „Píseň pro Agnes“ – Waldemar Matuška – (t: Ivo Fischer)
- „Píšťala pro Káťu“ – Karel Gott  – (t: Jiří Štaidl)
- „Píšťala a hůl“ – Karel Gott  – (t: Rostislav Černý)
- „Pláču, pláču sůl“ – Milan Drobný – (t: Jiří Štaidl)
- „Plejboj“ – Helena Vondráčková – (t: Eduard Krečmar)
- „Pojď a měj mne rád“ – Marta Kubišová – (t: Ivo Fischer)
- „Pojďte pejskové“ – Marta Kubišová – (t: Zdeněk Rytíř)
- „Podle předpisů“ – Petra Janů – (t: Miroslav Černý)
- „Poslední prázdniny“ – Helena Vondráčková – (t: Zdeněk Rytíř)
- „Poutník“ – Karel Gott (t: Zdeněk Rytíř)
- „Pouťový triky“ – Karel Gott a Martina Kunstová (t: Jiří Štaidl)
- „Proč nejsi tam, kde já“ – Leona Machálková – (t: Zdeněk Borovec)
- „Prostři pro dva stůl“ – Karel Gott (t: Zdeněk Borovec)
- „První dáma“ – Bohuš Matuš – (t: Petr Šiška)
- „Přání“ – Iveta Bartošová – (t: Vladimír Kočandrle)
- „Přísahám“ –  Petr Kolář – (t: Lou Fanánek Hagen)
- „Půlnoc v motelu Stop“ – Karel Gott  – (t: Karel Šíp)

## Q
- „Quo vadis?“ – Lenka Filipová – (t: Michael Prostějovský)

## R
- „Račte slečno“ – Karel Gott – (t: František Ringo Čech)
- „Rikitiki lásko má“ (No Chiquita) – Karel Gott – (t: Jaroslav Machek)
- „Rio de Janeiro“ – Karel Gott – (t: Jiří Štaidl)

## Ř
- „Říjen a já“ – Daniel Hůlka – (t: Zdeněk Borovec)
- „Říkej mi“ – Petra Janů – (t: Pavel Vrba)

## S
- „Sbohem všem láskám dej“ – Petra Janů – (t: Karel Šíp)
- „Smíš dál“ – Helena Vondráčková – (t: Zdeněk Borovec)
- „S láskou má svět naději“ – Petra Janů – (t: Eduard Krečmar)
- „Slunce za oknem“ – Jaromír Mayer – (t: Eduard Krečmar)
- „Slzy ty dokážou lhát“ – Bohuš Matuš – (t: Petr Šiška)
- „Smíš dál“ – Helena Vondráčková – (t: Zdeněk Borovec)
- „Souznění“ – Daniel Hůlka a Karel Gott – (t: Karel Šíp
- „Spoutaný“ – Bohuš Matuš – (t: Lucie Stropnická)
- „Správná noc“ – Karel Gott – (t: Karel Šíp)
- „Stevenův monolog“ – Pavel Vítek –  (t: Zdeněk Borovec)
- „Stín katedrál“ – Helena Vondráčková a Václav Neckář – (t: Ivo Fischer)
- „Stříbrná flétna“ – Václav Neckář – (t: Jan Schneider)
- „Studánko stříbrná“ – Hana Zagorová – (t: Zdeněk Borovec)
- „Supermaxiluftbalón“ – Petra Janů a Jaromír Hanzlík – (t: Karel Šíp)
- „Svatba“ – Daniel Hůlka a Leona Machálková – (t: Zdeněk Borovec)
- „Svět je prostě nekonečná pláž“ – Karel Gott a Martina Baloghová – (t: Petr Šiška)

## Š
- „Ša – ba – du – ej“ – Helena Vondráčková – (t: Michael Prostějovský)
- „Šašek a Adriana“ – Iveta Bartošová a Jiří Korn – (t: Zdeněk Borovec)

## T
- „Tajemný hrad“ – Magda Malá  – (t: Zdeněk Borovec)
- „Tajnej kód“ – Marcela Březinová – (t: Vladimír Kočandrle)
- „Tajuplnej hráč“ – Marta Kubišová – (t: Ivo Fischer)
- „Tak pouze láska kouzlit umí“ – Milan Drobný – (t: Vladimír Poštulka)
- „Tak se mi o tom zdá“ – Helena Vondráčková – (t: Zdeněk Borovec), (z filmu Romance za korunu)
- „Tango s cizí dámou“ – Jiří Korn – (t: Zdeněk Borovec)
- „Ten právě příchozí“ – Daniel Hůlka – (t: Zdeněk Borovec)
- „Téma na román“ – Karel Gott – (t: Karel Šíp)
- „Ten kdo nedumá“  – Daniela Kolářová a Jaromír Hanzlík a Miloš Kopecký a Waldemar Matuška – (t: Jiří Štaidl)
- „Tenhle bílej měsíc“ – Václav Neckář a Karel Svoboda – (t: Ivo Rožek)
- „Tisíc nových jmen“ – Hana Zagorová – (t: Zdeněk Rytíř)
- „To se vám jen zdá“ – Jitka Zelenková – (t: Eduard Pergner)
- „Tři oříšky“ – Iveta Bartošová – (t: Jiří Štaidl)
- „Tvou líbeznou tvář“ – Petr Kolář a Lucia Šoralová – (t: Lou Fanánek Hagen)

## U
- „U.F.O.“ – Václav Neckář – (t: Zdeněk Rytíř)
- „Unikám intrikám (Před zradou chrání dál mě tvá láska)“ – Iveta Bartošová – (t: Vladimír Kočandrle)

## V
- „Vánoční strom“ – Karel Gott – (t: Zdeněk Borovec)
- „Vážka zimomřivá“ – Karel Gott – (t: Jiří Suchý)
- „Včelka Mája“ – Karel Gott – (t: Zdeněk Rytíř)
- „Věčná škoda nastokrát“ – Petra Janů – (t: Pavel Vrba)
- „Vchází bez vyzvání“ – Dalibor Janda (t: Jan Krůta)
- „Vím, že jsi se mnou“ – Iveta Bartošová nebo Leona Machálková a Daniel Hůlka – (t: Zdeněk Borovec)
- „Vítr mi o tom hrál“ – Waldemar Matuška – (t: Ivo Fischer)
- „Vodopád“ – Karel Gott – (t: Jiří Suchý)
- „Vorrei“ – Anna Rusticano – (t: Anna Rusticano)
- „Volný den“ – Karel Gott – (t: František Ringo Čech)
- ,,V peřině“ – Lucie Bílá – (t: doposud nezjištěný autor textu)
- „V pondělí po ránu“ – Ivan Mládek – (t: Ivan Mládek)
- „Vrásky ti zůstanou“ – Jitka Zelenková  – (t: Michael Prostějovský)
- „Všechno začíná“ – (t: Miroslav Černý)
- „Vyskoč, vstávej, k nám se dej“ – Jiří Schelinger a Helena Vondráčková – (t: František Ringo Čech)
- „Vzdálený hlas“ – Helena Vondráčková, Bára Basiková – (t: Zdeněk Rytíř)

## Y
- „Yvetta“ – Jiří Korn – (t: Zdeněk Rytíř)

## Z
- „Za bílou záclonou“ – Karel Gott – (t: Eduard Krečmar)
- „Záhadnou lásku mám“ – Karel Gott – (t: František Ringo Čech)
- „Za láskou půjdu na světa kraj“ – Daniel Hůlka – (t: Zdeněk Borovec)
- „Závodník“ – Jiří Schelinger – (t: František Ringo Čech)
- „Zdráv buď, Robinsone“ – Karel Gott – (t: Zdeněk Borovec)
- „Zimní království“  – Yvonne Přenosilová – (t: Zdeněk Rytíř)
- „Zkrásnělas“ – Bohuš Matuš – (t: Karel Šíp)
- „Z mé cigarety stoupá dým“ – Karel Gott – (t: Michal Bukovič)
- „Znít jako zvon polední“ – Daniel Hůlka – (t: Pavel Vrba)
- „Z pekla štěstí“ – Daniel Hůlka a Iveta Bartošová – (t: doposud nezjištěný autor textu)
- „Zpívám své zpívání“ – Helena Vondráčková – (t: Zdeněk Borovec)
- „Zpívánky pro kočku“ – Michaela Kuklová – (t: Zdeněk Borovec)
- „Zpívej, kdo jsi sparťanem“ (t: Karel Šíp)
- „Zrcadlo“ –  – (t: Zdeněk Borovec), (Muzikál Monte Christo)
- „Zvláštní případ“ – Petra Janů – (t: Miroslav Černý)

## Ž
- „Žába na prameni“ – (t: Miroslav Černý)
- „Žárlivost“ – Daniel Hůlka – (t: Zdeněk Borovec)
- „Žiju rád“ – Karel Gott – (t: Jiří Štaidl)
- „Život utíká“ – Marie Rottrová – (t: Zdeněk Rytíř)
- „Žít“ – Karel Gott – (t: Karel Šíp)